# Истомин, Евгений Петрович
Евгений Петрович Истомин (род. 23 июля 1953 года) — российский политик и учёный. доктор технических наук, профессор.

## Биография
В 1975 году окончил Высшее военно-морское училище радиоэлектроники им. А. С. Попова по специальности «Применение ЭВМ и автоматизации управления силами флота». До 1983 года служил в ВМФ СССР на атомных подводных лодках. Капитан 3 ранга.
С 1983 года — старший научный сотрудник Научно-исследовательского и проектного института охраны окружающей стреды и труда в промышленности строительных материалов в Новороссийске. В 1984 году окончил Новороссийский заочный институт патентоведения по специальности «патентные исследования». В 1988 году окончил аспирантуру Московского высшего технического училища им. Н. Э. Баумана. С 1988 года — ассистент, потом доцент Ленинградского института инженеров водного транспорта.
С 1990 года депутат и председатель Петродворцового районного совета народных депутатов.
С 1991 года по сентябрь 1995 года — глава администрации Петродворцового района Санкт-Петербурга. В сентябре 1995 года снят мэром Санкт-Петербург с этой должности из-за разногласий с мэром по вопросу о структуре местного самоуправления в Санкт-Петербурге.
С 1994 года по 1998 год — депутат Законодательного собрания Санкт-Петербурга 1-го созыва. Председатель координационной группы Законодательного собрания по вопросам собственности. В 1995—1996 годах — Уполномоченный по правам человека в Санкт-Петербурге, член Правительства города.
В декабре 1995 года баллотировался на выборах в Государственную Думу Федерального Собрания Российской Федерации, а в 1996 году на пост губернатора Ленинградской области.
В 1995 году окончил Академию предпринимательства Санкт-Петербургского государственного университета по специальности «государственное и муниципальное управление», а в 1996 году магистратуру Академии народного хозяйства при Правительстве Российской Федерации, магистр государственного управления. В 1996 году был кандидатом в губернаторы Ленинградской области, набрал 1,07% голосов избирателей.
После поражения на выборах в Законодательное собрание Санкт-Петербурга в 1998 году, работал проректором Петербургской академии права и бизнеса.
Декан Факультета информационных систем и геотехнологий и заведующий Кафедрой прикладной информатики Российского государственного гидрометеорологического университета. Член диссертационного совета университета.
25 декабря 2014 года избран членом ученого совета РГГМУ, на срок до 23 декабря 2019 года.
Кандидат в депутаты Законодательного собрания Санкт-Петербурга шестого созыва по одномандатному округу №19 (Петродворцовый район, а также часть Красносельского — муниципальные округа Горелово, Красное Село, бо́льшая часть Константиновского) от партии «Яблоко». Беспартийный, поддерживает аннексия Крыма Российской Федерацией.

## Награды
- Лауреат премии Правительства Санкт-Петербурга за выдающиеся достижения в области высшего и среднего профессионального образования 2012 года по номинации «Учебно-методическое обеспечение учебного процесса, направленное на повышение качества подготовки специалистов»[6].

## Труды
Автор 10 учебников и 3 монографий по вопросам управления и информационных технологий. Опубликовал ряд статей по этим вопросам.
В Российский индекс научного цитирования внесены и на eLIBRARY.ru размещены следующие работы автора:

### Статьи
- Истомин Е.П, Кирсанов С.А., Соколов А.Г., Колбина О.Н. Феномен геоинформационного управления и принципы его реализации // Вестник Санкт-Петербургского университета. Серия 7: Геология. География.. — 2014. — № 4. — С. 180-188. — ISSN 1029-7456.
- Истомин Е.П., Новиков В.В., Колбина О.Н., Сидоренко А.Ю., Степанов С.Ю. Сложная информационная система прогнозирования рисков с применением фильтра Калмана-Бьюси // Ученые записки Российского государственного гидрометеорологического университета. — 2014. — № 36. — С. 183—188. — ISSN 2074-2762.
- Байков Е.А., Истомин Е.П., Соколов А.Г. Основные категории стратегического управления территориями // Информационные технологии и системы: управление, экономика, транспорт, право. — 2014. — № 3. — С. 17-20. — ISSN 2306-5788.
- Сидоренко А.Ю., Новиков В.В., Истомин Е.П., Степанов С.Ю. Прогнозирование гидрометеорологической обстановки западного сектора Северного морского пути с применением линейного фильтра Калмана-Бьюси // Информационные технологии и системы: управление, экономика, транспорт, право.. — 2014. — № 3. — С. 205—213. — ISSN 2306-5788.
- Соколов А.Г., Истомин Е.П. Геоинформационное управление развитием организационно-технических систем и территорий // Информационные технологии и системы: управление, экономика, транспорт, право. — 2014. — № 2 (13). — С. 44-49. — ISSN 2306-5788.
- Зоринова Е.М., Истомин Е.П., Колбина О.Н., Степанов С.Ю. Обзор технологических методов доступа к базам данных распределенных ГИС // Информационные технологии и системы: управление, экономика, транспорт, право. — 2014. — № 3. — С. 54-59. — ISSN 2306-5788.
- Истомин Е.П., Фокичева А.А. О некоторых вопросах управления территорий с учетом нестабильности климатической системы // Информационные технологии и системы: управление, экономика, транспорт, право. — 2014. — № 3. — С. 60-63. — ISSN 2306-5788.
- Кирсанов С.А., Истомин Е.П., Мамедов З.Ф. Применение информационных технологий в жилищно-коммунальном хозяйстве // Информационные технологии и системы: управление, экономика, транспорт, право. — 2014. — № 3. — С. 99-109. — ISSN 2306-5788.
- Степанов С.Ю., Истомин Е.П., Колбина О.Н., Соколов А.Г. База данных Seaice version 1.0 // Хроники объединенного фонда электронных ресурсов Наука и образование. — 2014. — Т. 1, № 1 (56). — С. 38.
- Зоринова Е.М., Истомин Е.П., Синченко Ю.Н., Соколов А.Г. Пространственные аспекты размещения экономических объектов // Ученые записки Российского государственного гидрометеорологического университета. — 2013. — № 29. — С. 211-218. — ISSN 2074-2762.
- Истомин Е.П., Соколов А.Г., Зоринова Е.М., Слесарева Л.С. Геоинформационные аспекты управления рисками устойчивого развития приморской рекреационной территории // Известия ЮФУ. Технические науки.. — 2013. — № 9 (146). — С. 233-239. — ISSN 1999-9429.
- Соколов А.Г., Истомин Е.П., Зоринова Е.М. Геоинформационные аспекты управления организационно-техническими системами для обеспечения устойчивого развития последних // Информационные технологии и системы: управление, экономика, транспорт, право. — 2013. — № 2-2 (11). — С. 112-113. — ISSN 2306-5788.
- Соколов А.Г., Истомин Е.П., Слесарева Л.С. Реализация общих законов развития организационно-технических систем в процессе геоинформационного управления // Информационные технологии и системы: управление, экономика, транспорт, право. — 2013. — № 2-2 (11). — С. 114-116. — ISSN 2306-5788.
- Степанов С.Ю., Сидоренко А.Ю., Истомин Е.П. Анализ статистических данных космических измерений с приполярной территории для разработки стохастической модели оценки георисков // Информационные технологии и системы: управление, экономика, транспорт, право. — 2013. — № 2-1 (11). — С. 202-206. — ISSN 2306-5788.
- Истомин Е.П., Колбина О.Н., Петров Я.А., Слесарева Л.С. Информационная система прогноза рисков наводнений в Санкт-Петербурге // Информационные технологии и системы: управление, экономика, транспорт, право. — 2013. — № 1 (10). — С. 33-37. — ISSN 2306-5788.
- Истомин Е.П., Новиков В.В. Метод прогноза изменений опасных состояний объектов контроля геоинформационных систем // Информационные технологии и системы: управление, экономика, транспорт, право. — 2013. — № 1 (10). — С. 38-39. — ISSN 2306-5788.
- Кирсанов С.А., Истомин Е.П., Мамедов З.Ф. Разработка инновационных информационных технологий в ЖКХ // Информационные технологии и системы: управление, экономика, транспорт, право. — 2013. — № 2-2 (11). — С. 52-59. — ISSN 2306-5788.
- Истомин Е.П., Колбина О.Н., Зоринова Е.М. Применение распределённых баз данных в геоинформационных системах прогнозирования георисков // Информационные технологии и системы: управление, экономика, транспорт, право. — 2013. — № 2-1 (11). — С. 79-83. — ISSN 2306-5788.
- Истомин Е.П., Слесарева Л.С., Соколов А.Г., Зоринова Е.М. Управление рекреационным потенциалом приморской территории с учетом природных рисков // Ученые записки Российского государственного гидрометеорологического университета. — 2012. — № 36. — С. 206-217. — ISSN 2074-2762.
- Истомин Е.П., Слесарева Л.С. Применение стохастических моделей для прогнозирования рисков в геосистемах // Ученые записки Российского государственного гидрометеорологического университета. — 2011. — № 17. — С. 145-149. — ISSN 2074-2762.
- Истомин Е.П., Слесарева Л.С. О некоторых вопросах моделирования поведения ГИС // Ученые записки Российского государственного гидрометеорологического университета. — 2011. — № 20. — С. 207-210. — ISSN 2074-2762.
- Истомин Е.П., Слесарева Л.С. Оценка риска экстремальных гидрометеорологических явлений // Ученые записки Российского государственного гидрометеорологического университета. — 2010. — № 16. — С. 14-21. — ISSN 2074-2762.

### Учебники для ВУЗов
- Истомин Е.П. Организационные системы // Управление информационными системами: фирма, корпорация, деловая сеть / Е. П. Истомин, А. Г. Соколов, Л. С. Слесарева. — СПб.: Андреевский изд. дом, 2012. — ISBN 978-5-902894-32-2.
- Истомин Е.П. Организационные системы // Экономическая география и регионалистика: пространственные аспекты управления организациями / Е. П. Истомин, Л. Н. Карлин, А. Г. Соколов. — СПб.: Андреевский изд. дом, 2012. — ISBN 978-5-902894-31-5.
- Истомин Е.П. Организационные системы // Теория организации: системный подход / Е. П. Истомин, А. Г. Соколов. — СПб.: ООО «Андреевский изд. дом», 2011. — ISBN 978-5-902894-27-8.
- Истомин Е.П. Организационные системы // Управленчиские решения / под ред. Соколова А.Г.. — 2-е изд., с изм. и доп.. — СПб.: Андреевский изд. дом, 2011. — ISBN 978-5-902894-28-5.
- Истомин Е.П. Организационные системы // Исследование систем управления / под ред. Колычева В.В., Соколова А.Г.. — СПб.: Андреевский изд. дом, 2011. — 306 с. — ISBN 978-5-902894-30-8.
- Истомин Е.П. Прикладная информатика // Высокоуровневые методы информатики и программирования / Е. П. Истомин, В. В. Новиков, М. В. Новикова. — М.: Андеев. изд. дом, 2006. — 228 с. — ISBN 5-902894-07-7.
- Истомин Е.П. Прикладная информатика // Высокоуровневые методы информатики и программирования / Е. П. Истомин, В. В. Новиков, М. В. Новикова. — 2-е изд.. — СПб.: Андеев. изд. дом, 2008. — 228 с. — ISBN 978-5-902894-21-6.
- Е. П. Истомин, А. Г. Соколов. Управленческие решения. — СПб.: Андреев. изд. дом, 2005. — 247 с. — ISBN 5-902894-01-8.
- Истомин Е.П., Кныш Т.П., Нырков А.П., Шкадова А.Р. Методы теории вероятности и математической статистики в моделировании транспортных процессов. — СПб.: Санкт-Петербургский государственный университет водных коммуникаций, 1999. — 168 с.